# Ануппур (округ)
Ануппур (хинди अनूपपुर जिला; англ. Anuppur) — округ в индийском штате Мадхья-Прадеш. Образован 15 августа 2003 года из части территории округа Шахдол. Административный центр — город Ануппур. Площадь округа — 3701 км². По данным всеиндийской переписи 2001 года население округа составляло 667 155 человек. Уровень грамотности взрослого населения составлял 57,76 %, что немного ниже среднеиндийского уровня (59,5 %).